# Leichtathletik-Weltmeisterschaften 2023/Teilnehmer (Island)
| Gelbes Symbol für Goldmedaillen mit stilisierten Olympischen Ringen | Graues Symbol für Silbermedaillen mit stilisierten Olympischen Ringen | Braundes Symbol für Bronzemedaillen mit stilisierten Olympischen Ringen |
| ------------------------------------------------------------------- | --------------------------------------------------------------------- | ----------------------------------------------------------------------- |
| —                                                                   | —                                                                     | —                                                                       |

Der Leichtathletikverband von Island hat für die Leichtathletik-Weltmeisterschaften 2023 in Budapest eine Athletin und zwei Athleten gemeldet.

## Ergebnisse

### Männer

#### Sprung/Wurf
| Athlet               | Disziplin  | Qualifikation | Qualifikation | Finale     | Finale |
| Athlet               | Disziplin  | Weite/Höhe    | Platz         | Weite/Höhe | Platz  |
| -------------------- | ---------- | ------------- | ------------- | ---------- | ------ |
| Guðni Valur Guðnason | Diskuswurf | 62,28 m       | 22            | DNQ        | DNQ    |
| Hilmar Örn Jónsson   | Hammerwurf | NM            | NM            | –          | –      |

### Frauen

#### Sprung/Wurf
| Athletin                 | Disziplin   | Qualifikation | Qualifikation | Finale     | Finale |
| Athletin                 | Disziplin   | Weite/Höhe    | Platz         | Weite/Höhe | Platz  |
| ------------------------ | ----------- | ------------- | ------------- | ---------- | ------ |
| Erna Sóley Gunnarsdóttir | Kugelstoßen | 16,68 m       | 27            | DNQ        | DNQ    |